# 就算是哥哥，有愛就沒問題了，對吧
《就算是哥哥，有愛就沒問題了，對吧》（日语：お兄ちゃんだけど愛さえあれば関係ないよねっ），簡稱哥哥有愛，是MF文庫J出版的輕小說系列，作者鈴木大輔，插圖閏月戈。日本於2010年12月由MF文庫J（Media Factory）出版發售，2019年1月正式完结，全12卷。

## 概要
2011年8月漫畫化決定，2011年10月27日綠青黑羽作畫的作品開始連載於月刊Comic Alive12月號，日本於2012年2月由MF Comics Alive Series（Media Factory）出版發售，2019年一月完结。2012年5月21日宣佈動畫化確定，2012年10月開始播放。

## 簡介
由於雙親雙亡之故，分別被不同親屬接繼撫養的兄妹──姬小路秋人與姬小路秋子，時隔六年，在離開了各自的寄養家庭之後，在東京展開了兩人的同居生活。然而秋子在這六年間催成了極度的戀兄情結，對哥哥產生了愛慕之情！
其後，秋人轉學至秋子於東京都所就讀的名門教會學校私立聖莉莉安娜學園，展開全新的高中生活。然而，秋人卻遭與秋子同為學生會成員的副會長那須原安娜史塔希亞及會長二階堂嵐纏身；並且，過去在京都所熟識的朋友猿渡銀兵衛春臣也追著秋人轉學至聖莉莉安娜學園！

## 登場人物
姬小路秋人（聲：逢坂良太）
本作男主角。聖莉莉安娜學園高中2年級生，班別屬為2年A班。相貌及學業平凡無奇。本性懶散，以渡過沒有糾紛的餘生作為行動之考量宗旨。但是，在其另一方面，也有著無論如何也要以自己的力量來完成的強韌意志。另外，在年幼時也因敏銳的直覺而意識到妹妹秋子並非自己的實妹。
由於雙親均為極盡工作狂的專業人士，故也間接擔下養育秋子的職務。在雙親雙亡後，與秋子分別被收養，其被接繼至京都名門的親戚鷹乃宮（鷹ノ宮（たかのみや））家。雖然表面上看起來對鷹乃宮家不表示意見，但在心底深處對於撕裂自己與秋子的兩家實屬憤恨。而在此之後，則下定決心展開對誰也不透露的妹妹奪還行動。
搬遷至東京後則轉入聖莉莉安娜學園，在轉學的第一天即被嵐任命為「學生會書記代理副助理」。
在與秋子分開之際曾對秋子約定，總有一天會把她接回來。而在離別的6年後，與秋子一同遷入屋齡70年的宿舍。但在半強迫離開鷹乃宮及有栖川（後述）兩家的情況下，則無法受到一切生活上的資助，故私底下以作家新藤光一郎的名義從事副業賺取生活經費，出道作是以兄妹戀愛為主題的《禁忌之愛的故事》（禁じられた愛の物語）。
學業成績普通，卻被銀兵衛與嵐以學業之外的要素置於第一順位。
其言行舉止常被周圍批判是露骨的妹控情結，但自己卻毫無自覺。
從小與秋子兩人被當作是異卵雙胞胎兄妹，但實際上與秋子沒有血緣關係，一直將「與秋子沒有血緣關係」的事實視為最高機密。
曾被二階堂嵐暗示是其表弟。
姬小路秋子（聲：木戶衣吹）
秋人的雙胞胎妹妹，實際上與姬小路秋人沒有血緣關係。聖莉莉安娜學園高中2年級生。外貌美麗，品格優秀，學業成績優良。年幼時被秋人代受雙親扶養，但父母死後則被親屬名門有栖川（ありすがわ）家接繼，與秋人分開扶養。因有栖川家的教育使得行為舉止得體，是個到哪裡也不會丟人現眼的少女。
極度的戀兄情結，對秋人抱擁愛慕之情且毫不隱瞞，並盡其所能的對哥哥明示、暗示、甚至直接行動。由於自認不適合戴眼鏡，因此與秋人兩人相處時皆避之，但在學校時仍會戴眼鏡。容易被秋人套出內心話，緊張否認時會帶有關西腔，幻想時會發出「咕嘿嘿」的笑聲。
在中學部5年級時轉入聖莉莉安娜學園。現為聖莉莉安娜學園生徒會書記。新藤光一郎著作的愛好者。
被秋人告知他就是「新藤光一郎」之後吃了不小的驚，不過後來才意識到兄妹倆花費的生活費都是靠秋人所賺的稿費和獎金來支撐，所以釋懷了。
那須原・C ・安娜史塔希亞・美沙希（Nasuhara  C Anastasia Misaki），聲：茅原實里）
通稱「那須原安娜史塔希亞」。聖莉莉安娜學園高中部2年級生，學生會副會長。髮型為金髮雙馬尾，語調與表情上彷彿不存在任何情感。與秋子關係水火不容，胸圍尺寸、身高及成績均勝過秋子。但是，在家事能力上因養尊處優而異常差勁、就連拔草也不會。其自身也承認了這方面能力的「無能」。
不知為何卻對秋人異常地不排斥，並且在秋人轉學的當天旋即告白。(其實兩人早於秋人兄妹去購物商場採購日常用品時即已邂逅。)
意外地喜愛花俏的小商品，自己的房間內也擺放了幾近爆滿的絨毛玩具。特別喜愛絨毛熊玩偶。拼命地想隱瞞喜愛可愛事物的好奇心，但卻因為秋人而在仇敵面前敗露。也喜歡可愛的人事物，像是亞里沙。
為世界級大企業那須原重工的千金。各有著源自父親俄羅斯及母親美國的四分之一血統，年幼時輾轉於歐洲各地度過。5歲時因父親成為家督繼承人而移居日本，而轉入聖莉莉安娜學園初等部。
看起來總是因為三圍勝過秋子而有優越感，實際上六年前到現在，她都認為秋子是一位非常可愛的女孩子，但是因為自己不坦率，所以看似總是與秋子對立。
因為｢安娜｣的日語發音與｢洞｣雷同，所以不時都要｢正名｣一番。
猿渡銀兵衛春臣（聲：下田麻美）
秋人在京都時的友人。在秋人轉學後隻身轉學到同一個學校。轉學後，在嵐的說服下擔任學生會的會計。
有著男性化的姓名與言談語調（即所謂的僕娘），但卻是女性，髮型為北歐系的銀髮妹妹頭。本家猿渡家為傳統的經商世家，因家族的慣例被作為男孩子教育著，並需過著近乎白手起家的日子。
經常對秋人異於常人的遲鈍感備受驚訝，且每次皆為此嘟嘟噥噥地生氣起來。
對象棋與填字遊戲此類老氣的遊戲深受其趣。
廚藝不錯，蛋糕愛好者，其中特別嗜愛蒙布朗蛋糕。
由於家族的關係，知道許多企業，甚至略知其主打產品。故與秋人通電話聊天時聽到秋人說安娜的事情時立即回以那須原重工的大概，所以被安娜視為｢敵人｣。
喜歡小動物，尤其是貓。
二階堂嵐（聲：喜多村英梨）
聖莉莉安娜學園高中部3年級生，學生會會長。髮型是馬尾，右眼遮戴著時髦的黑色眼罩（實際上是為了掩飾其異色的瞳孔，而為了掩飾眼罩的此一目的所謊稱的「設定」）。
另外，時常帶著名為竹光的刀子（並且是真刀）出入各種場所。對超自然現象沒輒。
成績為全學級首位非常地有能力，但卻是雙性戀，性慾強烈，而被冠上捕食者（Predator）的綽號。同時有著30個情人外，亦將秋人、秋子、安娜史塔希亞及銀兵衛全體學生會成員當成自己的後宮。
其家世則貴為武士宅第，居家打扮與在學園中時的樣貌有著180度的反差，相當地淑惠兒女。彷彿裝扮成捕食者下的樣貌是個幌子似的。
鷹乃宮亞里沙（聲：諸星堇）
接濟並照顧秋人的鷹乃宮家的女兒，亦是秋人的未婚妻。現年12歲。10歲便於某名門大學在學修業，其所撰寫的論文被刊載在專業雜誌上的天才。對於家務事也完全不會苦手，睡覺時有脫衣癖。和秋子由競爭對手變成戰友。
神野薰子（聲：高本惠）
作家秋人的責任編輯。25歲，同時也是聖莉莉安娜學園的校友。
十足天然呆的愛哭鬼，但作為編輯有著十足的矜持與高度的責任感，並設法矯正秋人的「妹控情節」。
冴木 靜香
秋人的班導師，25歲，同時也是聖莉莉安娜學園的校友。
家中開民宿和海灘餐廳「白濱」。與薰子是朋友；只是在部分觀念上，靜香的理由比薰子的還有用。
鷹乃宮 御幸
亞里沙的姐姐，秋人和秋子的遠親表姐，下任鷹乃宮家代表，年齡為22歲。
深知秋人厭惡鷹乃宮與有棲川兩家，也知道秋人擁有這兩家的大量內幕及把柄，所以用懷柔的手段拉攏秋人。
知道銀兵衛家族的事情。

## 出版書籍
中文正體版由東立出版社代理。简体版由天闻角川代理發行，由湖南美术出版社出版，译名另定为《我与亲爱哥哥的日常》。2018年7月20日，bilibili被央视点名批评后将本作品紧急下架。

### 出版書籍
| 集數 | Media Factory  | Media Factory          | 東立出版社     | 東立出版社             | 天聞角川       | 天聞角川               | 備註                        |
| 集數 | 發售日期       | ISBN                   | 發售日期       | ISBN／EAN              | 發售日期       | ISBN                   | 備註                        |
| ---- | -------------- | ---------------------- | -------------- | ---------------------- | -------------- | ---------------------- | --------------------------- |
| 1    | 2010年12月24日 | ISBN 978-4-8401-3676-1 | 2011年10月24日 | ISBN 978-986-10-8696-5 | 2012年9月20日  | ISBN 978-7-5356-5598-1 |                             |
| 2    | 2011年3月25日  | ISBN 978-4-8401-3855-0 | 2012年2月1日   | ISBN 978-986-10-9349-9 | 2012年11月20日 | ISBN 978-7-5356-5742-8 |                             |
| 3    | 2011年6月24日  | ISBN 978-4-8401-3941-0 | 2012年4月19日  | ISBN 978-986-10-9772-5 | 2013年1月5日   | ISBN 978-7-5356-5895-1 |                             |
| 4    | 2011年10月25日 | ISBN 978-4-8401-4268-7 | 2012年7月19日  | ISBN 978-986-317-291-8 | 2013年3月5日   | ISBN 978-7-5356-6019-0 |                             |
| 5    | 2012年2月24日  | ISBN 978-4-8401-3880-2 | 2012年9月28日  | ISBN 978-986-317-833-0 | 2013年5月5日   | ISBN 978-7-5356-6185-2 | 平裝，未單獨販售            |
| 5    | 2012年2月24日  | ISBN 978-4-8401-3880-2 | 2012年9月28日  | EAN 4710945541532      | 2013年5月5日   | ISBN 978-7-5356-6185-2 | 台灣限定A版（原封面）       |
| 5    | 2012年2月24日  | ISBN 978-4-8401-3880-2 | 2012年9月28日  | EAN 4710945541549      | 2013年5月5日   | ISBN 978-7-5356-6185-2 | 台灣限定B版（特製典藏封面） |
| 6    | 2012年5月25日  | ISBN 978-4-8401-4581-7 | 2012年11月5日  | ISBN 978-986-324-210-9 | 2013年8月20日  | ISBN 978-7-5356-6367-2 |                             |
| 7    | 2012年9月25日  | ISBN 978-4-8401-4815-3 | 2013年1月21日  | ISBN 978-986-324-701-2 | 2013年11月5日  | ISBN 978-7-5356-6608-6 |                             |
| 7    | 2012年9月25日  | ISBN 978-4-8401-4636-4 | 2013年1月21日  | ISBN 978-986-324-701-2 | 2013年11月5日  | ISBN 978-7-5356-6608-6 | 特裝版（附廣播劇CD）        |
| 8    | 2012年10月25日 | ISBN 978-4-8401-4846-7 | 2013年4月11日  | ISBN 978-986-332-369-3 |                |                        |                             |
| 9    | 2013年3月25日  | ISBN 978-4-8401-5136-8 | 2013年9月2日   | ISBN 978-986-337-304-9 |                |                        |                             |
| 10   | 2013年9月25日  | ISBN 978-4-8401-5419-2 | 2014年3月3日   | ISBN 978-986-348-493-6 |                |                        |                             |
| 11   | 2014年3月25日  | ISBN 978-4-04-066387-6 | 2014年11月13日 | ISBN 978-986-382-133-5 |                |                        |                             |
| 12   | 2019年1月31日  | ISBN 978-4-04-065385-3 | 2020年7月2日   | ISBN 978-957-264-731-8 |                |                        |                             |

### 漫畫版
月刊Comic Alive2011年11月號開始刊載（正式連載為12月號），由綠青黑羽作畫。漫畫版亦由MF Comics Alive Series集冊出版。
| 集數 | Media Factory  | Media Factory          | 尖端出版       | 尖端出版               |
| 集數 | 發售日期       | ISBN                   | 發售日期       | EAN                    |
| ---- | -------------- | ---------------------- | -------------- | ---------------------- |
| 1    | 2012年2月23日  | ISBN 978-4-8401-4415-5 | 2012年10月5日  | EAN 4717702251512      |
| 2    | 2012年5月23日  | ISBN 978-4-8401-4466-7 | 2013年1月18日  | EAN 4717702251529      |
| 3    | 2012年9月21日  | ISBN 978-4-8401-4724-8 | 2013年4月26日  | EAN 4717702253189      |
| 4    | 2013年3月23日  | ISBN 978-4-8401-5029-3 | 2013年12月12日 | EAN 4717702258269      |
| 5    | 2013年10月23日 | ISBN 978-4-8401-5338-6 | 2014年4月17日  | EAN 4717702260507      |
| 6    | 2014年5月23日  | ISBN 978-4-04-066558-0 | 2014年12月17日 | EAN 4717702264383      |
| 7    | 2015年6月23日  | ISBN 978-4-04-067286-1 | 2016年2月1日   | ISBN 978-957-106-424-6 |

魁！！就算是哥哥，有愛就沒問題了，對吧
| 集數 | Media Factory  | Media Factory          | 尖端出版      | 尖端出版          |
| 集數 | 發售日期       | ISBN                   | 發售日期      | EAN               |
| ---- | -------------- | ---------------------- | ------------- | ----------------- |
| 1    | 2012年11月21日 | ISBN 978-4-8401-4753-8 | 2013年9月12日 | EAN 4717702256999 |

## 電視動畫
2012年10月5日開始播放。

### 製作人員
- 原作：鈴木大輔（MF文庫J）
- 人物設計：閏月戈
- 監督：川口敬一郎
- 系列構成：筆安一幸
- 角色設計：川村幸祐
- 音響監督：飯田樹
- 音樂：安藤高弘
- 音樂制作：Lantis
- 動畫製作：SILVER LINK.
- 製作：哥哥有愛製作委員会（Media Factory、Lantis、SILVER LINK.、DAX Production、COSPA、博報堂DY媒體夥伴、AT-X、索尼音樂傳播）

### 主題曲
片頭曲「SELF PRODUCER」
作詞 -  / 作曲・編曲 - 菊田大介 / 歌 - 茅原實里
第1話為片尾曲。
片尾曲
作詞 - 畑亞貴 / 作曲・編曲 - 高田曉 / 歌 - 莉莉安娜妹妹（姬小路秋子（木戶衣吹）、那須原安娜史塔希亞（茅原實里）、猿渡銀兵衛春臣（下田麻美）、二階堂嵐（喜多村英梨））
第1話未使用。
特別版歌曲
作詞 - 松井洋平 / 作曲・編曲 - 酒井陽一 / 歌 - 姬小路秋子（木戶衣吹）

### 各話列表
| 話數   | 日文標題 | 中文標題                                                    | 劇本     | 分鏡       | 演出       | 作畫監督                               |
| ------ | -------- | ----------------------------------------------------------- | -------- | ---------- | ---------- | -------------------------------------- |
| 第1話  |          | 「哥哥有愛」 就算是哥哥，有愛就沒問題了，對吧               | 筆安一幸 | 川口敬一郎 | 川口敬一郎 | 山吉幸一 平田和也 松下郁子             |
| 第2話  |          | 「因為想見」 因為是休息時間，所以想和哥哥見面，對吧         | 安川正吾 | 川口敬一郎 | 奧野浩行   | 小美戶幸代 日下岳史                    |
| 第3話  |          | 「因貴無法」 因為是顯貴，無法收拾也沒辦法，對吧             | 筆安一幸 | 及川啟     | 及川啟     | 平田和也 瀧本祥子                      |
| 第4話  |          | 「袒裎重要」 雖然很害羞，袒裎相見是很重要的，對吧           | 井上美緒 | 大沼心     | 高島大輔   | 永田正美                               |
| 第5話  |          | 「會長危險」 和學生會長單獨在密室裡就是很危險，對吧         | 安川正吾 | 渡邊慎一   | 德本善信   | 手塚江美                               |
| 第6話  |          | 「我規革命」 我的革命就是地球規模的妹妹革命，對吧           | 筆安一幸 | 福田道生   | 山口賴房   | 木下勇喜、大平剛生 兵渡勝              |
| 第7話  |          | 「小美管理」 雖然很小卻是個完美的管理員，所以沒問題，對吧   | 井上美緒 | 渡部高志   | 野木森達哉 | 平田和也 山吉幸一 飯飼一幸             |
| 第8話  |          | 「買泳辦秀」 買了泳裝就該辦服裝秀，對吧                     | 井上美緒 | 神保昌登   | 神保昌登   | 、佐野隆雄 瀧本祥子、平田和也 服部健知 |
| 第9話  |          | 「貓喵」 因為有貓在，才會這樣喵喵叫，對喵                   | 安川正吾 | 花札虎南   | 新子太一   | 吉井碧 竹本佳子                        |
| 第10話 |          | 「銀兵男孩」 因為叫「銀兵衛」這名字，所以會被當成男孩，對吧 | 安川正吾 | 川口敬一郎 | 青柳宏宣   | 永田正美、青山正宣 飯飼一幸、松尾真彥  |
| 第11話 |          | 「出浴沒穿」 剛出浴但沒衣服可換，所以就沒穿，對吧           | 筆安一幸 | 渡邊慎一   | 德本善信   | 卯作                                   |
| 第12話 |          | 「愛妹問題」 雖然有愛，因為是妹妹所以有問題，對吧           | 井上美緒 | 福田道生   | 德本善信   | 竹森由加 兵渡勝                        |

### 播放電視臺
日本深夜動畫：下文記載的日本国内播放時間使用日本標準時間（UTC+9）表示。因為部分時間标识會採用30小时制，因此請留意这类超过24:00的时间，其實際播放時間為翌日清晨。
| 播放地區 | 播放電視台 | 播放日期                      | 播放時間（UTC+9）          | 所屬聯播網         | 備註          |
| -------- | ---------- | ----------------------------- | -------------------------- | ------------------ | ------------- |
| 日本全國 | AT-X       | 2012年10月5日 - 12月21日      | 星期五 23時00分 - 23時30分 | 衛星電視           | 製作局 有重播 |
| 東京都   | TOKYO MX   | 2012年10月9日 - 12月25日      | 星期二 25時30分 - 26時00分 | 独立UHF局          |               |
| 日本全國 | BS11       | 2012年10月11日 - 12月27日     | 星期四 24時00分 - 24時30分 | 独立UHF局 衛星電視 | ANIME+節目    |
| 兵庫縣   | SUN電視台  | 2012年10月11日 - 12月27日     | 星期四 24時35分 - 25時05分 | 独立UHF局          |               |
| 日本全國 | NICONICO   | 2012年10月18日 - 2013年1月3日 | 星期四 24時00分 更新       | 網路電視           |               |

### 映像特典
DVD-Video與藍光光碟各卷的映像特典為《這是全新動畫作品，沒意見吧》（新作アニメ映像だけど何も文句ないよねっ）與《雖然是看過的影片，因為是附贈的沒關係對吧》（見たことある映像だけどオマケだから別にいいよねっ）。
《這是全新動畫作品，沒意見吧》各卷列表
| 卷數 | 日文標題 | 中文標題                                               | 劇本     | 分鏡       | 演出       | 總作畫監督 | 作畫監督 |
| ---- | -------- | ------------------------------------------------------ | -------- | ---------- | ---------- | ---------- | -------- |
| 1    |          | 是稻米耶 真期待美味的秋子小町稻米的收成                | 筆安一幸 | 川口敬一郎 | 川口敬一郎 | 川村幸祐   | 清水空翔 |
| 2    |          | 剝栗子 銀兵衛最喜歡栗子，所以會剝掉刺刺的殼，對吧      | 筆安一幸 | 川口敬一郎 | 川口敬一郎 | 川村幸祐   | 清水空翔 |
| 3    |          | 朗讀 假日加班雖然很辛苦，但總有一天會有回報的，對吧    | 安川正吾 | 川口敬一郎 | 川口敬一郎 | 川村幸祐   | 清水空翔 |
| 4    |          | 胸圍難量 知道嗎？胸圍尺寸很不好量，對吧                | 井上美緒 | 川口敬一郎 | 川口敬一郎 | 川村幸祐   | 清水空翔 |
| 5    |          | 眼鏡利器 眼鏡是利用鏡片弧度的文明利器，對吧            | 安川正吾 | 川口敬一郎 | 川口敬一郎 | 川村幸祐   | 清水空翔 |
| 6    |          | 要暖渴愛 因為想要溫暖，才會喊著「Give me」渴求愛，對吧 | 筆安一幸 | 川口敬一郎 | 川口敬一郎 | 川村幸祐   | 清水空翔 |

《雖然是看過的影片，因為是附贈的沒關係對吧》各卷列表
- 第1卷：宣傳影片、無字幕片頭曲
- 第2卷：無字幕片尾曲
- 第3卷：節目宣傳CM15秒版（播放前、播放中）
- 第4卷：節目宣傳CM30秒無字幕版（播放前、播放中）
- 第5卷：無字幕片頭曲第2版、精裝版發售前CM
- 第6卷：第12話無字幕片頭曲、精裝版發售中CM

## 註腳
1. ↑  小說版第一卷後記
2. ↑  （日語）感謝大受好評! 『哥哥有愛』再版決定! 的存檔，存档日期2012-03-09. MF文庫J編輯部部落格
3. ↑  Techweb. .   [2018-07-21]. （原始内容存档于2018-07-21） （中文（中国大陆））.
4. ↑  [永久]，原日本安利美特店舖特典圖卡式樣。
5. ↑  .   [2011-09-28]. （原始内容存档于2011-12-16）.（日語）
6. ↑  .   [2020年8月6日]. （原始内容存档于2013年6月21日） （日语）.
7. 1 2 3 4  依據普威爾國際《就算是哥哥，有愛就沒問題了，對吧》商品列表 （页面存档备份，存于）。
8. 跟「哥哥有愛」一樣，上是簡稱、下是全文，這是雙關語自翻「淫賤（みだら＝淫ら）對吧」，funimation美版則是譯為"Indecency"（下流、猥褻）。
9. 雙關語ぶらなし＝ブラなし＝無奶罩
10. 雙關語はだかだ＝裸だ＝一絲不掛
11. 雙關語せいかん＝性感
12. 簡稱惡搞MF文庫J另一作品迷茫管家與膽怯的我（まよチキ！），讀法上只有「よ」大小寫的分別
13. 雙關語ちっぱい＝胸部小
14. 雙關語からふる＝カラフル＝充滿色彩
15. 簡稱惡搞銀魂（ぎんたま），讀法上只有「た」清音與濁音的分別
16. 雙關語はかない＝飄渺虛幻
17. 雙關語あいだね＝有愛對吧

## 其他
- 遗传性性吸引
- 韋斯特馬克效應

## 外部連結
- MF文庫J特設官網 （页面存档备份，存于）（日語）
- 電視動畫官網，存档于（存檔日期 2013-06-21）（日語）